# Церковь Святой Марии (Ченнаи)
Церковь Святой Марии (там. புனித மேரி தேவாலயம்) — старейшая англиканская церковь в Азии, а также старейшее британское строение в Индии.
Находится на территории форта Сент-Джордж в Ченнаи.

## История
С основания Мадраса в 1639 году и по 1678 год, когда Стриншем Мастер был назначен агентом английской Ост-Индской компании в Мадрасе, религиозные службы проводились в столовой заводского дома.
По инициативе Мастера и без санкции директора компании был организован сбор пожертвований на постройку церкви. Собранная сумма составила 805 пагод с содействия губернатора и других должностных лиц. Строительство было начато 25 марта 1678 года в день Благовещенья Святой Марии, от которого храм получил свое название. За счет специфически сконструированной крыши, церковь представляла собой единственное бомбоубежище того времени в крепости.
Строительство было завершено за два года, храм был освящён 28 октября 1680 года капелланом Ричардом Портманом. Церемония была отмечена залпом из стрелкового оружия и пушек гарнизона крепости.
Церковь использовали как казарму и амбар в декабре 1758 и в январе 1759 года во время Второй карнатикской войны, когда французы осадили Мадрас; причиной этого была необычная структура крыши здания. Это повторилось ещё раз, когда Хайдер Али взял город в конце XVIII века.

## Архитектура

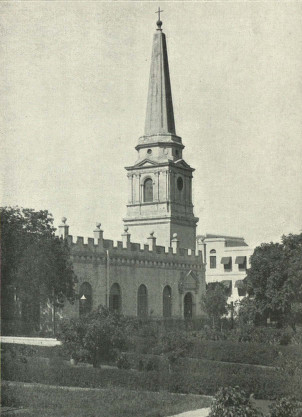
Церковь Святой Марии, 1905

Архитектором церкви был либо Эдвард Фаул, артиллерист из форта Сент-Джордж, или Уильям Диксон, главный канонир форта в 1678 году.
Здание состоит из двух приделов и нефа, который выступает примерно на 3,6 метров дальше приделов, образуя святилище. Это расширение было осуществлено в 1884 году, чтобы разместить хор.
В западном конце нефа находится просторная галерея, поддерживаемая на резными столбами из бирманского тика, где первоначально размещались места для губернатора. В 1761 году она была значительно расширена, чтобы вместить орган, и снабжена двумя сохранившимися до сих пор изогнутыми лестницами, обеспечивавшими доступ к галерее снаружи. В XIX веке галерея была уменьшена до нынешних размеров, а орган удален позже в 1884 году. В XIX веке на восточном конце каждого из приделов были построены две ризницы.
Башня к западу от нефа не была частью оригинального дизайна, её пристроили в 1701 году по приказу сэра Джона Голдсборо. Колокольня была добавлена в 1710 году и старинные гравюры запечатлели башню без неё. Башня изначально стояла отдельно от церкви и была связана с главным зданием гораздо позже.
Внутренние размеры здания — 24 на 17 метров, толщина наружных стен — 1,33 м, толщина стен, отделяющих неф от боковых приделов, — 0,9 м. Необычайная толщина стен должна была защищать здание от вражеских атак и повреждений во время штормов.
Одной из уникальных и хитрых особенностей, заложенных в конструкцию здания, была непробиваемая пушечными ядрами крыша толщиной около 0,6 м, закруглённая на манер крыши фургона для того, чтобы от неё рикошетили пушечные ядра, использовавшиеся в XVII веке. Кроме того, при строительстве здания постарались отказаться от использования дерева, насколько это возможно, чтобы избежать пожаров.

### Алтарь

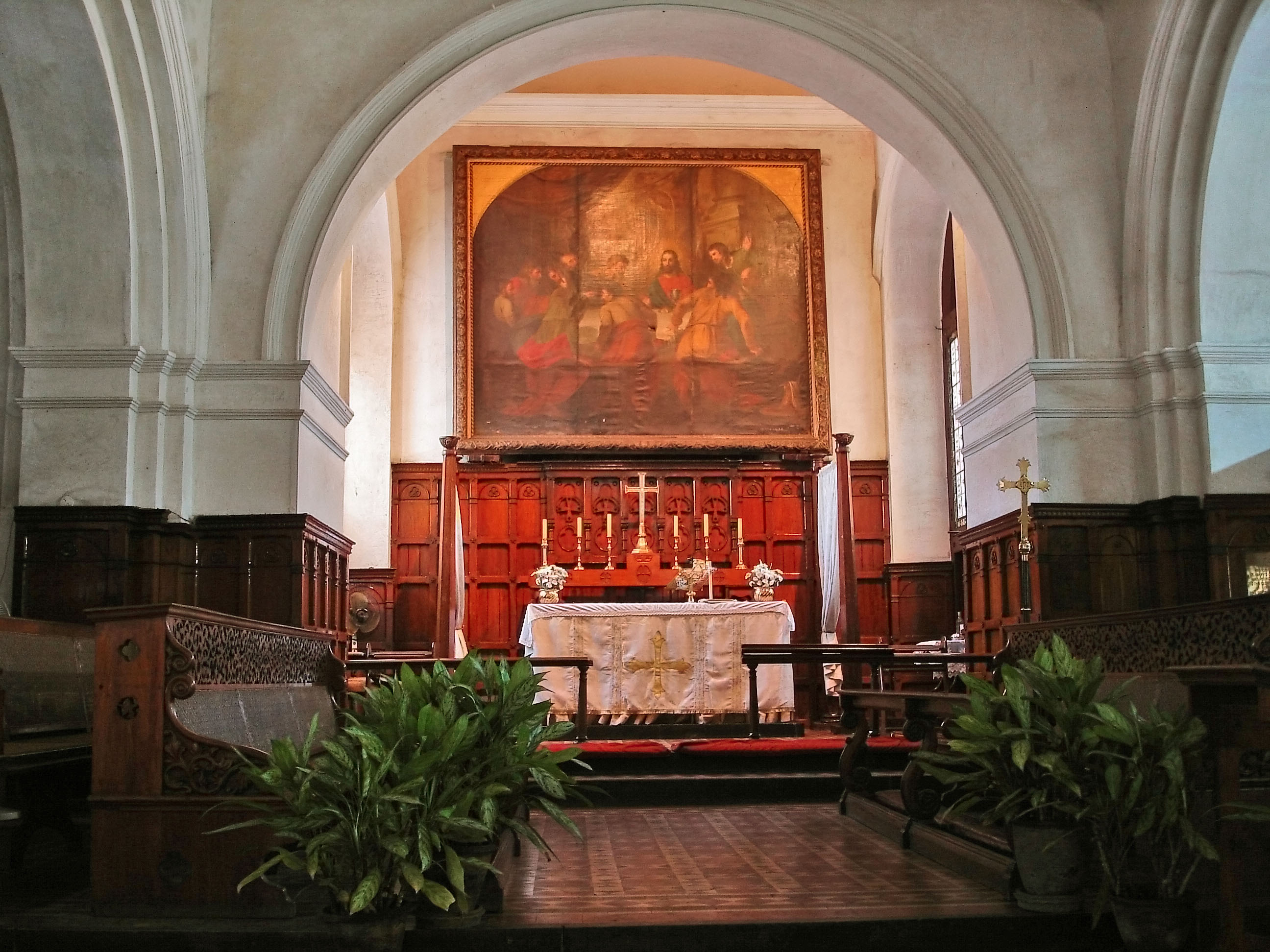
Алтарь церкви

Алтарный образ с изображением Тайной вечери не подписан,- традиция приписывает его мастеру школы Рафаэля. Картина была привезена в Мадрас британскими войсками, которые штурмовали Пондичерри в 1761 году, в качестве трофеев.

## Кладбище
Изначально у церкви не было кладбища, и всех погибших в крепости хоронили в Гуавовом саду, который примыкал к дому губернатора в XVII и начале XVIII веков. Сад располагался на месте, где сейчас стоит Высший суд Мадраса.
Во время Второй осады Мадраса французами в 1758—1759 годах у британцев были большие трудности из-за того, что французы использовали могилы в качестве укрытия от пуль и снарядов. Поэтому по ходатайству Комитета сэра Джона Колла, главного инженера форта, кладбище было перенесено на северо-запад острова, а надгробия разместили вокруг церкви.
Когда капуцинская Церковь святого Андрея была снесена после заключения мира в экс-ла-Шапель, многие надгробия оттуда перевезли в Церковь Святой Марии, чем объясняется большое число римско-католических надгробий с надписями на латыни и португальском.

## Важные церемонии и захоронения

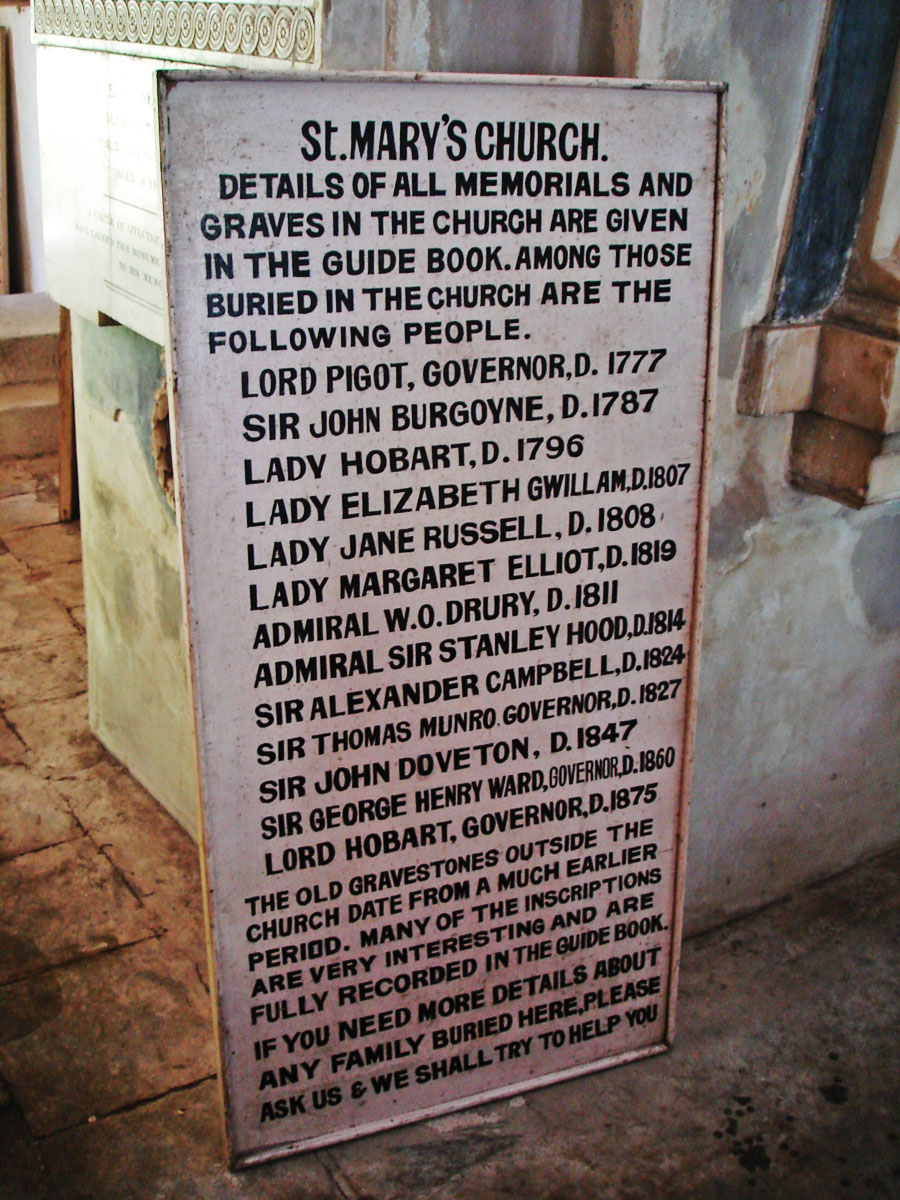
Список известных людей, похороненных в церкви

В церкви прошли две известные свадебные церемонии: Роберта Клайва и Маргарет Маскелайн, а также Элайху Йеля и Кэтрин Хайнмерс.
Среди похороненных в стенах церкви — четыре губернатора форта Сент-Джордж: сэр Томас Манро; Генри, лорд Хобарт; Джордж, лорд Пигот и сэр Генри Джордж Уорд.
В пределах церкви находятся множество мемориальных досок и памятников, из которых два представляют интерес для историков: памятник Барри Клоузу, в честь которого был назван Клоузпет (ныне Раманагара), и подполковнику Джозефу Мурхаусу, который был убит при осаде Бангалора в третьей англо-майсурской войне.